# Torix novaezealandiae
Torix novaezealandiae är en ringmaskart som först beskrevs av Arthur Dendy och Olliver 1901.  Torix novaezealandiae ingår i släktet Torix och familjen broskiglar. Inga underarter finns listade i Catalogue of Life.